# Lori à ventre violet
Lorius hypoinochrous
Espèce
Statut de conservation UICN

 LC  : Préoccupation mineure
Statut CITES
Le Lori à ventre violet (Lorius hypoinochrous) est une espèce d'oiseaux de la famille des Psittaculidae.

## Description
Cet oiseau ressemble beaucoup au Lori tricolore, notamment à la sous-espèce somu. Il est cependant plus petit (26 cm au lieu de 31).
Il présente un plumage à dominante rouge avec le front et la calotte bleu noir. Cette couleur se fond avec le rouge au niveau du ventre.

## Habitat
Le Lori à ventre violet peuple les forêts primaires.

## Répartition et sous-espèces
Le Lori à ventre violet est représenté par trois sous-espèces très proches :
- Lorius hypoinochrous devittatus Hartert, 1898 : archipel Bismarck, sud-est de la Nouvelle-Guinée, îles Trobriand, Woodlark et archipel d'Entrecasteaux ;
- Lorius hypoinochrous hypoinochrous G.R. Gray, 1859 : Misima et Tagula (Louisiade) ;
- Lorius hypoinochrous rosselianus Rothschild & Hartert, 1918 : île Rossel.